# Agaricus cupreobrunneus
 Agaricus cupreobrunneus comúnmente conocido como "seta de campo marrón", es una seta comestible del género Agaricus .
Agaricus cupreobrunneus  se encuentra habitualmente en áreas perturbadas y lugares de herbáceas, tales como césped, pastos y bordes de carreteras. Aparece aislado o en grupos.
Agaricus cupreobrunneus es comestible. Su sabor es comparable al de Agaricus campestris, pero carece relativamente de textura.  Agaricus cupreobrunneus no se cultiva actualmente de forma generalizada, pero es consumido frecuentemente por los colectores en las zonas donde crece. No contiene el agente carcinógeno agaritina que aparece en muchos otros miembros del género Agaricus.

## Especies similares
Agaricus cupreobrunneus es similar en su apariencia general a otras especies del mismo género, especialmente a A. campestris. También presenta similitudes con A. porphyrocephalus, A. rutilescens y A. argenteus. Puede confundirse con especies tóxicas de apariencia semejante, como algunas variedades amarillas con manchas rojizas, que crecen en hábitats diferentes.